# Red Bull Records
Red Bull Records ist ein Musikproduktionsunternehmen mit Sitz in Los Angeles und ist eine Tochterfirma der Red Bull Media House.

## Geschichte
Red Bull Records wurde im Juli 2007 von Dietrich Mateschitz gegründet. Unter dem Label Red Bull Records wurden mehrere preisgekrönte sowie in den Charts vertretene Alben verkauft. Die Platten werden von Red Bull Music Publishing produziert.

## Künstler (Auswahl)
- The Aces
- AWOLNATION
- Beartooth
- Five Knives
- FLAWES
- Itch
- Twin Atlantic
- Warm Brew

## Red Bull Studios
Red Bull Records betreibt ein weltweites Netz von Tonstudios unter dem Label Red Bull Music Studios. Standorte befinden sich in Amsterdam, Auckland (Neuseeland), Berlin, Kapstadt (Südafrika), London, Los Angeles, New York, São Paulo, Tokio und Paris. Dort wurden unter anderem Disclosure, Diplo, Lee Scratch Perry, Mike Skinner, ASAP Rocky, Jessie J, Skrillex, TNGHT, Labrinth und AlunaGeorge produziert. Ein Schwerpunkt der Produktionen liegt auf Pop und Rap. Weitere Tochterfirmen der Red Bull Records sind die Red Bull Music Academy und der Veranstaltungsservice Red Bull Music. Außerdem wird das jährlich stattfindende DJ-Festival Red Bull Thre3Style von den Red Bull Studios organisiert.